# Jean le Presbytre
Ne doit pas être confondu avec Jean le Baptiste ou Jean (apôtre).
Jean le Presbytre est un personnage mentionné par Papias et Eusèbe de Césarée et qui serait à l'origine de la communauté johannique d'Éphèse. Eusèbe, se faisant l’écho de traditions anciennes, distingue deux « Jean » : Jean l'apôtre (fils de Zébédée), et Jean le Presbytre (l'« Ancien »), mentionné dans les épîtres. Certains exégètes ont fait de Jean le Presbytre l'auteur de l'évangile selon Jean, mais cette hypothèse n'a plus cours. Il aurait vécu entre l'an 50 et l'an 100 de notre ère et ne serait donc pas un apôtre ni un témoin de la Crucifixion, vers l'année 30 de notre ère.

## L'auteur du quatrième évangile et des épîtres?
Différents exégètes ont soutenu la thèse de l'identification de l'auteur du quatrième évangile avec Jean le Presbytre, et non avec l'apôtre Jean, fils de Zébédée. Selon un certain Jean Colson, qui n'est pas la personnalité politique française du XVIIIe siècle, mais un exégète français qui a écrit une thèse sur le sujet en 1969 (L'énigme du disciple bien-aimé), Jean aurait été en sa jeunesse un jeune et riche patricien habitant Jérusalem. Depuis, cette thèse a été reprise par Oscar Cullmann, François Le Quéré, Joseph A. Grassi, James H. Charlesworth, Xavier Léon-Dufour. Il habitait Jérusalem.

### Les anciennes traditions ecclésiales
- Au début du IIe siècle, Papias, évêque de Hiérapolis, en Phrygie, au IIe siècle, distingue deux « Jean » dans la génération apostolique : le fils de Zébédée, mort, et le presbytre Jean, « disciple du Seigneur », accompagné d’un certain Aristion qui n’a pas eu le statut d’apôtre. Le texte de Papias, repris par Eusèbe de Césarée dans son Histoire ecclésiastique : « Si quelque part venait quelqu’un qui avait été dans la compagnie des presbytres, je m’informais des paroles des presbytres : ce qu’ont dit André ou Pierre, ou Philippe, ou Thomas, ou Jacques, ou Jean, ou Matthieu, ou quelque autre des disciples du Seigneur, et ce que disent Aristion et le presbytre Jean, disciples du Seigneur. Je ne pensais pas que les choses qui proviennent des livres saints me fussent aussi utiles que ce qui vient d’une parole vivante et durable[7]. »
- Polycrate, fut, comme cinq membres de sa famille avant lui, évêque d'Éphèse au IIe siècle et donc au fait des traditions de sa cité. Invoquant dans une lettre adressée au pape Victor entre 190 et 198 les « grandes lumières » qui s’étaient éteintes en Asie, il cite Philippe, « l’un des Douze, qui s’est endormi à Hiérapolis » et « Jean, qui a reposé contre la poitrine du Seigneur, qui fut hiéreus [prêtre] et [à ce titre] a porté le pétalon [la lame d'or], témoin et didaskale [enseignant][8] ». Ce Jean serait donc un homme de Jérusalem, membre de la haute aristocratie juive de la ville. Le pétalon (le tsits, la fleur ou lame d'or) était l'insigne sacerdotal porté sur le front par le grand prêtre au temps de l'Exode, mais dont l'usage s'était étendu à certains membres des familles ayant donné des grands prêtres. Jean l'évangéliste aurait été un membre de l'aristocratie religieuse de Jérusalem, un prêtre de haut rang, pétri de théologie juive.
- À la fin du IIe siècle, Irénée de Lyon, qui avait fréquenté Polycarpe, évêque de Smyrne, écrit : « Après les autres disciples, Jean, le disciple du Seigneur qui reposa sur sa poitrine, donna lui aussi sa version de l’évangile comme il séjournait à Éphèse[9]. »
- D'après l'évangile de Marc, Jésus aurait annoncé à Jean et Jacques, fils de Zébédée, leur mort en martyrs, incompatible avec une mort à Éphèse à un âge avancé[10], peut-être avec son frère Jacques sous le règne d'Hérode Antipas. Une notice attribuée à Papias et divers textes plus tardifs étudiés par Marie-Émile Boismard, comme un martyrologe syriaque relatant le martyre des deux frères à Jérusalem, un livre de la liturgie gallicane, un sacramentaire irlandais et un manuscrit conservé à la cathédrale de Trèves, indiquent que Jean serait mort soit en 43, soit peu après[11].
- Jean, fils de Zébédée, n'est plus mentionné après la réunion de Jérusalem[12] ; la distance temporelle qui sépare cet événement de la rédaction de l'évangile à la fin du Ier siècle est importante. Les évangiles de Matthieu et Marc rapportent comment Jésus les a prévenus qu’ils seraient tous deux associés à sa Passion et martyrisés[13]. Au moment où les évangiles furent diffusés, la mort des fils de Zébédée pourrait avoir incité les auteurs des évangiles à affirmer qu’elle avait été prophétisée.

### Analyse des textes
- Dans ses deuxième et troisième épîtres, l’auteur se présente comme l’« ancien » ou « presbytre » et non comme un apôtre, c’est-à-dire l’un des membres de la première génération apostolique ne faisant pas partie des Douze[14].
- Aucun des premiers Pères de l’Eglise ne dit que l’évangéliste était le fils de Zébédée et a accompagné Jésus dans ses déplacements en Galilée[15].
- Dans l’évangile selon Jean, on ne trouve pas les principaux épisodes auxquels Jean, fils de Zébédée, a été associé, comme la résurrection de la fille de Jaïre ou la Transfiguration.
- Sa description du ministère galiléen, qui aurait dû être développée s'il était le fils de Zébédée, est sommaire; il semble mal connaître la géographie de cette région, ignore le nom des bourgades du pourtour du lac de Génésareth, alors que l'analyse interne du quatrième évangile, largement centré sur Jérusalem, suggère que son auteur en était un familier[16] ; il connaît la topographie de la Judée et de Jérusalem :il parle de la piscine de Béthsada, de celle de Siloé, du portique de Salomon, du pavement de pierre du prétoire romain… . Son évangile est centré sur la Ville sainte. Il connaît Malchus, le serviteur du grand prêtre et il est connu de ce dernier. La gardienne du Temple, sur un simple mot, le laisse entrer avec Pierre, ce qui serait plus facile pour un membre de l'aristocratie sacerdotale que pour le fils de Zébédée.
- L'auteur de l'évangile est un théologien et une forte personnalité littéraire ; ce n’est pas un compilateur de sources orales ou écrites, car il se présente comme un témoin des faits et paroles de Jésus. C’est un intellectuel qui a longuement médité et écrit avec autorité. Son texte, si imprégné de liturgie sacerdotale, considéré comme le plus théologique des quatre évangiles, aurait difficilement pu sortir de la plume d'un fils de patron pêcheur de Galilée, qui réparait les filets de son père[15].

## Jean le Presbytre, auteur de l'Apocalypse?
- Au IIIe siècle, Denys d'Alexandrie procède à une analyse textuelle qui lui fait conclure que l’Apocalypse n'a pas été rédigée par l’auteur de l'évangile johannique ou des trois premières épîtres qu'il attribue à l'apôtre Jean. Il attribue le texte apocalyptique, suivant Papias, à Jean le Presbytre distingué de Jean, l'un des Douze[17].
- Au IVe siècle, en se fondant sur Papias, Polycarpe de Smyrne et Denys, Eusèbe de Césarée attribue à son tour l’Apocalypse à Jean le Presbytre[18].
- Martin Hengel identifie l'auteur à Jean le Presbytre qui aurait connu Jésus de Nazareth dans sa jeunesse[19].

## Contestation de l'attribution au presbytre Jean
Des arguments ont été avancés pour attribuer les écrits johanniques au fils de Zébédée et contester l'attribution à un presbytre Jean, distinct de ce dernier, et figure emblématique de la communauté johannique à l'origine de la rédaction du quatrième évangile.
- Il existe une tradition ancienne identifiant Jean l'évangéliste et Jean le presbytre remontant au IIIe siècle par Denys, évêque d'Alexandrie.
- Pour expliquer la connaissance de Jérusalem de l'auteur du quatrième évangile et sa familiarité avec des proches du Temple en la conciliant avec l’identification de l’auteur avec le fils de Zébédée, il a été avancé que celui-ci aurait été avec son frère le fournisseur de poissons du grand prêtre et aurait eu une maison à Jérusalem pour y entreposer sa marchandise[20].
- Si l'évangéliste Jean ne mentionne pas la Transfiguration, c'est qu'il écrirait pour compléter les synoptiques et donc omet volontairement tout ce qui s'y trouve, hors ce qui est indispensable à son récit.
- L'évangéliste a pu disposer d'informations internes aux Romains et au sanhédrin de Jérusalem, car il a écrit de nombreuses années après les événements et a pu rencontrer et interroger des témoins. N'étant pas originaire de Jérusalem, il a pu accumuler les informations sur cette ville.
- Dans les écrits chrétiens, qu'ils soient néo-testamentaires ou patristiques, le fait de porter le titre de « prêtre » (hiereus) au sens de l'ancien sacerdoce du Temple, après la destruction de l'an 70, serait totalement obsolète et anachronique. Pour un auteur sacré de l'Église des temps apostoliques, un tel sacerdoce judaïque n'existerait plus ; il n'aurait plus, dès lors, qu'un sens sacerdotal chrétien. En effet, les termes de hiereus, de presbytres ou d'anciens sont fréquents dans le Nouveau Testament (Pierre lui-même se qualifie de presbytre dans ses lettres). Cette qualité presbytérale, d'ancien, aurait été donnée pareillement à l'apôtre Jean, en tant que prêtre de Jésus-Christ (d'abord par lui-même, au début de ses 2e et 3e lettres), et par la première tradition patristique[Note 1]
- Pour les partisans de l'identification de l'auteur du quatrième évangile avec le presbytre Jean, il est peu probable qu'un humble fils de pêcheur comme l'apôtre Jean de Zébédée ait pu avoir la capacité intellectuelle de rédiger l'Apocalypse et le quatrième évangile, de haute dimension théologique et intellectuelle. Pour les opposants à cette hypothèse, l'auteur ignorerait l'accomplissement historique de l'événement de la Pentecôte, don du Saint-Esprit pour les chrétiens et ses effets spirituels sur l'âme des Douze et sur leurs facultés humaines. L'apôtre Pierre était, lui aussi, un humble pêcheur inculte de Galilée ; mais après l'événement de la Pentecôte, désormais assisté de l'Esprit Saint, il a ultérieurement rédigé, ou supervisé, la rédaction des deux Épîtres catholiques qui portent son nom. Le critère de l'origine humble des disciples, pour disqualifier leur capacité de rédiger ou de dicter leur témoignage, serait donc un critère irrecevable : depuis la Pentecôte, les Douze seraient les premiers docteurs de l'Église universelle[Note 2].
- Quant à la parole de Jésus aux deux fils de Zébédée, Jacques et Jean : « Il est vrai que vous boirez mon calice[21] », on lui a opposé le jugement de Saint Jérôme, Père et docteur de l'Église, et de Bède le Vénérable : « On se demande dans quel sens les deux enfants de Zébédée, Jacques et Jean, ont bu le calice du martyre, puisque, d'après l'Écriture, Jacques seul fut décapité par Hérode (Ac 12), et que Jean mourut de mort naturelle. Mais puisque nous lisons dans l'histoire ecclésiastique que Jean fut plongé dans une chaudière d'huile bouillante, et qu'il fut exilé dans l'île de Pathmos, nous voyons qu'il eut vraiment l'esprit du martyre, et qu'il but le calice du confesseur de la foi, calice que burent aussi les trois enfants dans la fournaise, bien que leur persécuteur n'ait pas répandu leur sang[22] ».

## Fin de vie de Jean le Presbytre
La question de savoir si les événements que l'on connaît se rattachent à Jean l'Apôtre ou à Jean le Presbytre recoupe celle de l'identité de l'auteur du quatrième évangile. Irénée précise que Jean est mort très âgé sous le règne de Trajan (98-117). 
Irénée ne parle d'ailleurs pas d’un apôtre, mais d’un «témoin authentique de la tradition des apôtres». Clément d’Alexandrie précise que Jean, d’abord exilé de l’île de Patmos (où il aurait écrit l'Apocalypse), attendit la disparition de Domitien, mort en 96, pour revenir à Éphèse, avec l'autorisation de l'empereur Nerva. Il quitta Patmos, au grand regret de ses habitants, qu'il avait convertis en très grand nombre, selon le commentateur grec Victorin de Pettau (IIIe siècle). De là, il rayonna dans la région, invité par les églises locales, " tantôt pour y établir des évêques, tantôt pour y organiser des églises complètes, tantôt pour choisir comme clerc un de ceux qui étaient désignés par l’Esprit." 
Selon Irénée de Lyon, Jean publia alors son livre, pour contrer les erreurs propagées par Cérinthe et les Nicolaïtes. C'est à Éphèse qu'il serait mort. Il serait enterré à Selçuk, près d'Éphèse, où il existait une basilique Saint-Jean, aujourd'hui en ruine.